# Hong Jeong-ho
Đây là một tên người Triều Tiên, họ là Hong.
Hong Jeong-ho (tiếng Hàn: 홍정호,phát âm tiếng Hàn Quốc: [hoŋ.dʑʌŋ.ɦo] or [hoŋ] [tɕʌŋ.ɦo]; sinh ngày 12 tháng 8 năm 1989) là một cầu thủ bóng đá Hàn Quốc thi đấu cho Jeonbuk Hyundai Motors, được biết đến như là trung vệ không những khỏe và còn có tốc độ nhanh. 
Anh trai của anh Hong Jeong-nam cũng là một cầu thủ bóng đá.

## Sự nghiệp câu lạc bộ
Ngày 1 tháng 9 năm 2013, Hong Jeong-ho chuyển đến FC Augsburg từ Jeju United với mức phí ước tính khoảng 2 triệu euro. Anh ký bản hợp đồng 4 năm, giữ anh ở lại câu lạc bộ đến năm 2017.

## Thống kê sự nghiệp
Tính đến 26 tháng 6 năm 2017
| Thành tích câu lạc bộ | Thành tích câu lạc bộ | Thành tích câu lạc bộ              | Giải vô địch | Giải vô địch | Cúp       | Cúp       | Cúp Liên đoàn | Cúp Liên đoàn | Châu lục | Châu lục  | Tổng cộng | Tổng cộng |
| Mùa giải              | Câu lạc bộ            | Giải vô địch                       | Số trận      | Bàn thắng    | Số trận   | Bàn thắng | Số trận       | Bàn thắng     | Số trận  | Bàn thắng | Số trận   | Bàn thắng |
| Hàn Quốc              | Hàn Quốc              | Hàn Quốc                           | Giải vô địch | Giải vô địch | Cúp KFA   | Cúp KFA   | Cúp Liên đoàn | Cúp Liên đoàn | Châu Á   | Châu Á    | Tổng cộng | Tổng cộng |
| --------------------- | --------------------- | ---------------------------------- | ------------ | ------------ | --------- | --------- | ------------- | ------------- | -------- | --------- | --------- | --------- |
| 2010                  | Jeju United           | K League 1                         | 21           | 1            | 4         | 0         | 5             | 0             | -        | -         | 30        | 1         |
| 2011                  | Jeju United           | K League 1                         | 16           | 0            | 2         | 0         | -             | -             | 6        | 0         | 24        | 0         |
| 2012                  | Jeju United           | K League 1                         | 9            | 0            | 0         | 0         | -             | -             | -        | -         | 9         | 0         |
| 2013                  | Jeju United           | K League 1                         | 11           | 1            | 3         | 0         | -             | -             | -        | -         | 14        | 1         |
| Quốc gia              | Hàn Quốc              | Hàn Quốc                           | 57           | 2            | 9         | 0         | 5             | 0             | 6        | 0         | 77        | 2         |
| Đức                   | Đức                   | Đức                                | Giải vô địch | Giải vô địch | DFB-Pokal | DFB-Pokal | DFB Ligapokal | DFB Ligapokal | Châu Âu  | Châu Âu   | Tổng cộng | Tổng cộng |
| 2013–14               | FC Augsburg           | Bundesliga                         | 16           | 0            | 0         | 0         | -             | -             | -        | -         | 16        | 0         |
| 2014–15               | FC Augsburg           | Bundesliga                         | 17           | 0            | 0         | 0         | -             | -             | -        | -         | 17        | 0         |
| 2015–16               | FC Augsburg           | Bundesliga                         | 23           | 2            | 3         | 0         | -             | -             | 2        | 1         | 28        | 3         |
| Quốc gia              | Đức                   | Đức                                | 56           | 2            | 3         | 0         | -             | -             | 2        | 1         | 61        | 3         |
| Trung Quốc            | Trung Quốc            | Trung Quốc                         | Giải vô địch | Giải vô địch | Cúp FA    | Cúp FA    | CSL Cup       | CSL Cup       | Châu Á   | Châu Á    | Tổng cộng | Tổng cộng |
| 2016                  | Jiangsu Suning        | Giải bóng đá ngoại hạng Trung Quốc | 12           | 2            | 3         | 0         | -             | -             | 0        | 0         | 15        | 2         |
| 2017                  | Jiangsu Suning        | Giải bóng đá ngoại hạng Trung Quốc | 12           | 1            | 1         | 0         | -             | -             | 6        | 2         | 19        | 3         |
| Quốc gia              | Trung Quốc            | Trung Quốc                         | 24           | 3            | 4         | 0         | 0             | 0             | 6        | 2         | 34        | 5         |
| Tổng cộng sự nghiệp   | Tổng cộng sự nghiệp   | Tổng cộng sự nghiệp                | 137          | 7            | 16        | 0         | 5             | 0             | 14       | 3         | 172       | 10        |

## Sự nghiệp quốc tế

### Bàn thắng quốc tế
Kết quả liệt kê bàn thắng của Hàn Quốc trước.
| #  | Ngày                 | Địa điểm        | Đối thủ | Tỉ số | Kết quả | Giải đấu                                     |
| -- | -------------------- | --------------- | ------- | ----- | ------- | -------------------------------------------- |
| 1. | 15 tháng 11 năm 2013 | Seoul, Hàn Quốc | Thụy Sĩ | 1–1   | 2–1     | Giao hữu                                     |
| 2. | 28 tháng 3 năm 2017  | Seoul, Hàn Quốc | Syria   | 1–0   | 1–0     | Vòng loại giải vô địch bóng đá thế giới 2018 |

## Vụ dàn xếp tỉ số năm 2011
Trong K-League mùa giải 2011, Hong bị buộc tội liên quan đến Vụ cá cược bóng đá Hàn Quốc 2011 và bị cấm thi đấu để phục vụ điều tra. Mặc dù điều tra cho thấy rằng các băng đảng đã đặt cọc 4 triệu won vào tài khoản ngân hàng của Hong, nhưng anh đã trả lại hết và được xóa tội. Sau đó, Hong được phép tham gia các trận đấu của giải vô địch và đội tuyển quốc gia.

## Danh hiệu

### Câu lạc bộ
Jeju United
- Á quân K League 1: 2010

### Cá nhân
- Đội hình tiêu biểu K-League: 2010